# Halde Brassert III

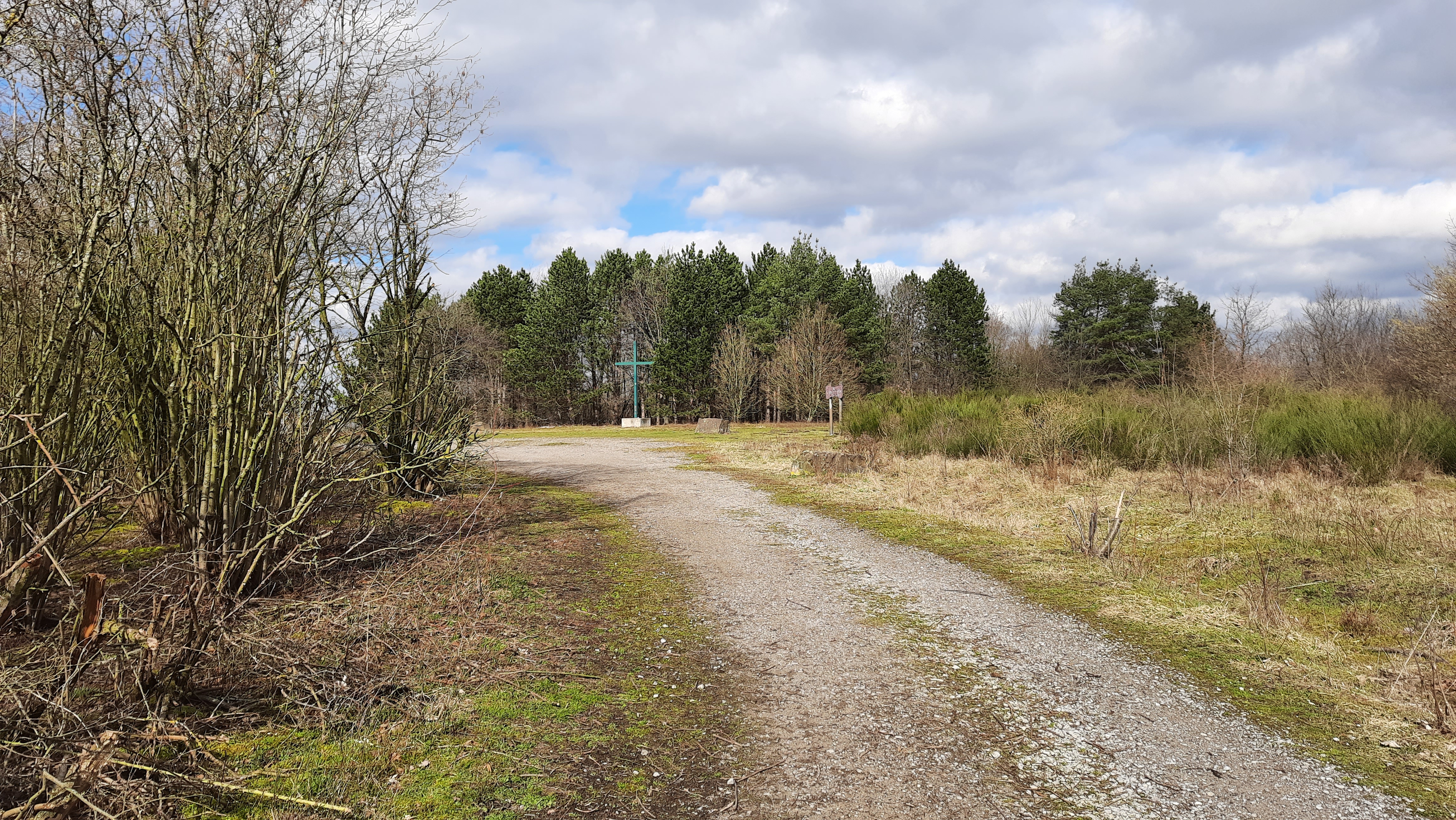
Höchster Punkt und Gipfelkreuz auf der Halde Brassert III

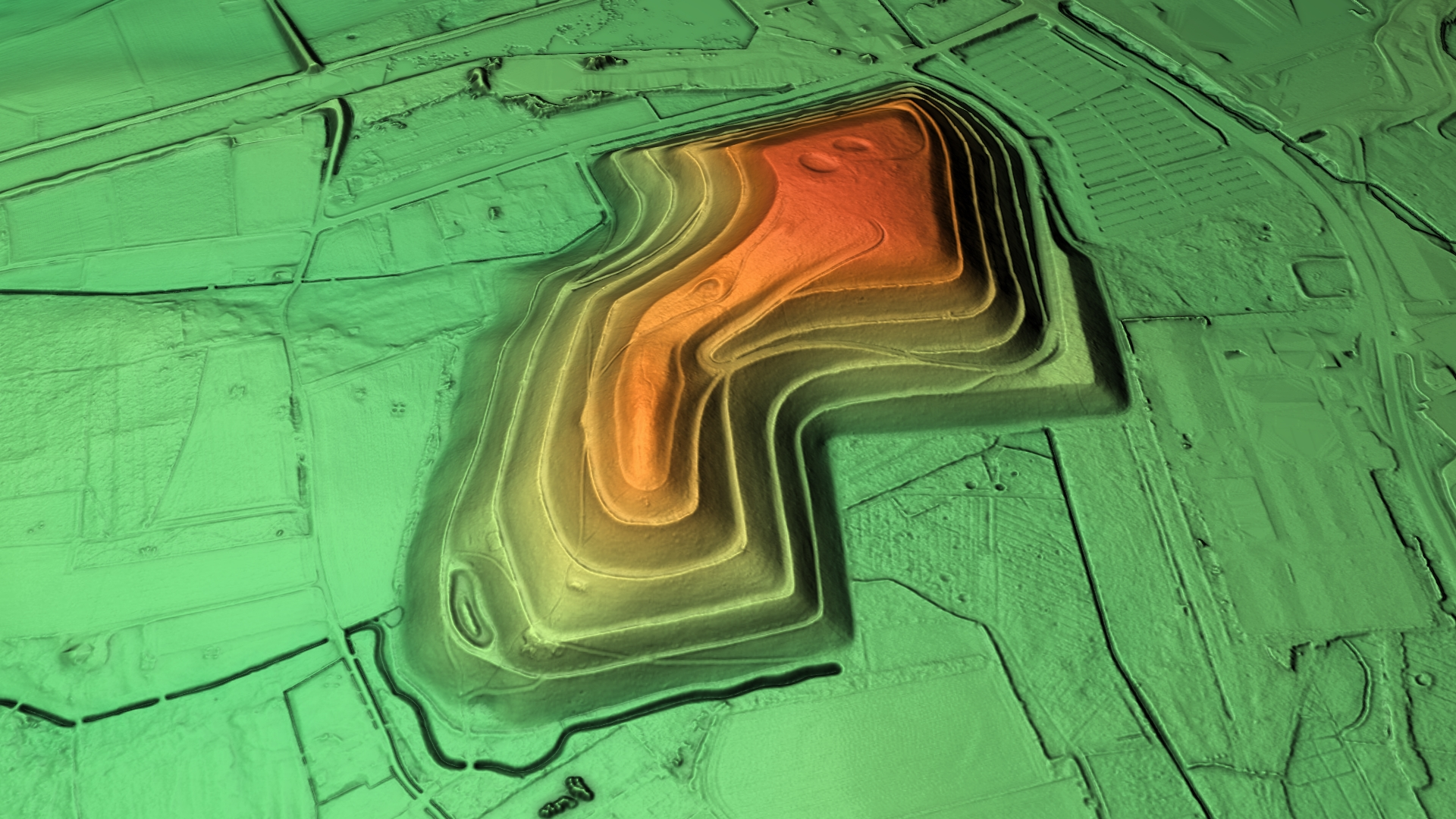
3D-Ansicht des digitalen Geländemodells

Die Halde Brassert III, auch Lipper Höhe genannt, ist eine Bergehalde in Brassert (Marl). Sie liegt südlich des Wesel-Datteln-Kanals und westlich der Wulfener Straße. In den Jahren 1955 bis 1992 wurde hier Bergematerial der Zeche Brassert und der Zeche Fürst Leopold deponiert. Schon während des Haldenbetriebs wurde mit der Begrünung begonnen. Sie nimmt eine Fläche von 34 ha ein und erreicht eine Höhe von 88 Metern über dem Meeresspiegel bzw. 51 Metern über der Umgebung. Die Halde wurde 1999 vom Regionalverband Ruhr erworben und der Öffentlichkeit zugänglich gemacht. An der östlichen Seite befindet sich ein Parkplatz. Die Halde ist durch zwei Wege erschlossen. Auf der Haldenspitze steht ein Gipfelkreuz. Einmal im Jahr feiern die Vereine Brassert auf der Halde ein Sommerfest. Etwa 1,5 km südöstlich entfernt befindet sich die Halde Brassert I/II.